# 飛虎航空66號班機空難
飛虎航空66號班機是專營貨運的航空公司飛虎航空的一條定期航線，從新加坡前往香港啟德機場，中停馬來西亞的吉隆坡。1989年2月19日，一架波音747-249F貨機執行此航班，在抵達吉隆坡機場之前墜毀於離機場12公里的山區，機上四名機員，無一倖存。

## 事件經過
當天早上，66號班機載著一批成衣、電腦軟件及郵件從新加坡起飛。飛機抵達吉隆坡上空，機員以無方向性信標（Non-Directional Beacon，簡稱NDB）準備降落吉隆坡機場的33跑道。機場塔台指示飛機下降至2,400呎（descend two four zero zero），機員卻誤會塔台示意貨機下降至400呎（descend to four zero zero）。結果，飛機下降至遠低於最低進場高度（minimum altitude），並撞向離機場12公里、海拔600呎高（180米）的山丘上，飛機立即爆炸解體，並引發大火燃燒。

## 事故原因
當地的塔台指示飛機下降至2,400呎時，使用了錯誤的航空術語。一般的航空交通管制如要指示飛機下降至2,400呎時，應該以「descend to twenty four hundred」或「descend to two thousand and four hundred」的字眼，以免引起機員誤會。另外，當時飛虎航空的機員懷疑疲勞駕駛導致不能集中精神，亦是空難主因。且當GPWS警告都已經發起「拉升！拉升！(Pull up!Pull up!)」警告時，飛行員仍在討論著儀器進場的問題。（當時他們打算降落的33跑道一直沒有攔截到ILS信號，塔台後來告知他們ILS無法使用，但之後他們仍在討論儀器進場的問題）

## 外部連結
- Aviation Safety Network 報告 （页面存档备份，存于）
- AirDisaster.Com報告 （页面存档备份，存于）
- 出事貨機照片(來自Airliners.net)

1. ↑  . Patricksaviation.com. 2008-12-22  [2012-10-15]. （原始内容存档于2012-03-24）. （页面存档备份，存于）